# Wasting Time (album)
Wasting Time è il secondo album dei Mest, pubblicato nel 2000. È il primo album ufficiale della band, in quanto il precedente Mo' Money, Mo' 40z era autoprodotto.

## Tracce
1. Long Days, Long Nights (Tony Lovato) – 2:57
2. Hotel Room (Tony Lovato) – 2:29
3. What's the Dillio? (Tony Lovato) – 3:16
4. Slow Motion (Tony Lovato)  – 3:13
5. Drawing Board (Tony Lovato) – 3:31
6. Change (Tony Lovato)  – 2:48
7. Forget You (Jeremiah Rangel) – 3:02
8. Electric Baby (John Feldmann; Tony Lovato) – 4:02
9. Girl for Tonight  (Tony Lovato) – 3:02
10. Lonely Days  (Tony Lovato) – 2:12
11. Richard Marxism (Jeremiah Rangel) – 3:20
12. Random Arrival (Tony Lovato)  – 3:05
13. The Last Time (Tony Lovato)  – 2:38
14. Wasting My Time (Hidden: Fuck the Greyhound Bus) (Tony Lovato)  – 6:34

## Formazione
- Tony Lovato - voce, chitarra
- Jeremiah Rangel - chitarra, voce
- Matt Lovato - basso
- Nick Gigler - batteria